# Rhynchosia thorncroftii
Rhynchosia thorncroftii är en ärtväxtart som först beskrevs av Baker f., och fick sitt nu gällande namn av Burtt Davy. Rhynchosia thorncroftii ingår i släktet Rhynchosia och familjen ärtväxter. Inga underarter finns listade i Catalogue of Life.